# Auguste Raynaud
Pour les articles homonymes, voir Raynaud.
Auguste Raynaud, né en 1829 à Nice (alors province de Nice du royaume de Sardaigne), où il est mort le 14 décembre 1896, est un homme politique français, maire de Nice sous la Troisième République.

## Biographie
Négociant, président du tribunal de commerce de Nice sous le Second Empire, il commence sa carrière politique en étant élu conseiller général du canton de Nice-Est en juin 1870, grâce au soutien des républicains et contre le candidat soutenu par le maire de Nice François Malausséna, Victor Clérico.
Libéral conservateur, proche du centre droit[réf. nécessaire], il est élu maire de Nice en mai 1871. Accusé à tort par les républicains d'être « séparatiste », il est néanmoins réélu en 1874 (élections municipales françaises de 1874) avant d'être battu par Alfred Borriglione en janvier 1878. Il se retire alors de la vie politique.
Jacques Basso et Olivier Vernier de l'université Nice-Sophia-Antipolis le qualifient de « républicain proche de la gauche radicale gambettiste », et jugent que son mandat est l'une des trois rares périodes où la ville de Nice a été dirigée par la gauche (avec la municipalité de Virgile Barel et celle de Jacques Cotta).

## Mandats
- 1870-1880 : conseiller général de Nice-Est
- 1871-1878 : maire de Nice.